# Németh István (polgármester)
Németh István (Buzsák, 1849. szeptember 19. – Kaposvár, 1911. szeptember 24.) Kaposvár történetének egyik legnagyobb hatású polgármestere volt, 1895 és 1911 között vezette a várost.

## Élete
1849-ben született a Somogy vármegyei Buzsákon, jómódú kisbirtokos családban, szeptember 25-én keresztelték. Szülei Németh István és Tita Anna. Cseregyerekként a nagy arányban svábok lakta dél-somogyi Szulokban németül is megtanult, Keszthelyen és Pécsen egyházi középiskolába járt, majd budapesti és bécsi egyetemeken jogi és államtudományi tanulmányokat végzett. Miután diplomát szerzett, 1876-ban visszatért Somogyba, és Lengyeltótiban ügyvédi irodát nyitott. Többek között a balatonboglári takarékpénztárnak és az ottani önsegélyező egyletnek az ügyeit is intézte, szegényebb ügyfeleivel szemben időnként minden költséget elengedett. Higgadt, csendes, de eleven modorú személyiségnek ismerték, aki nagy megbecsülést vívott ki magának.
Scholz Gyula kaposvári műszaki tanácsos lányát, Herminát („Minkát”) vette feleségül, valószínűleg a Scholz család hatására költözött 1890 őszén végleg Kaposvárra, ahol 1895. december 30-án polgármesterré választották. Már ekkor kifejtette, hogy fontosnak tartja a pártpolitika kizárását a városi közügyekből, a takarékosságot és az átláthatóságot. Néhány hónappal később a várostörténet egyik legfontosabb kérdésében döntött a képviselő-testület, méghozzá szavazategyenlőség (28–28) miatt az elnöklő Németh István döntő szavazatával: elhatározták, hogy Kaposvár megvásárolja az Eszterházy család birtokában levő, 27 holdas úgynevezett Meggyes-telket, amely a mai Bajcsy-Zsilinszky utcától északra fekszik. A vásárlást azért ellenezték sokan, mert az Eszterházyak mintegy ötször akkora árat (holdanként négyezer forintot) kértek érte, mint amennyi egy átlagos kaposvári földterület ára volt ebben az időben. A vásár utólag azonban jó ötletnek bizonyult: a megszerzett területen hamarosan új utcák létesültek, számos nagyszabású köz- és magánépület épült fel. Ugyancsak az Eszterházyaktól vásárolta meg 1897 elején a heti és országos vásárok helypénzszedési jogát. Polgármestersége idején fejlődött a csatorna- és az elektromos hálózat, átalakult a főtér, felépült többek között az új városháza, az Igazságügyi palota, az új vasútállomás, a gimnázium új épülete, a MÁV nevelőintézet, a Dorottya üzletház, a Csiky Gergely Színház, az új református templom és a Deseda-völgyi vízmű. 1904-ben az ő kezdeményezésére telepítették a ma róla elnevezett fasort.
Németh István Fonyód nyaralóteleppé fejlődése szempontjából lelkes propagandát fejtett ki. Ő volt az, aki Fekete Gyula kaposvári ügyvéd mellett Fonyódot Kaposvár üdülőtelepévé, mintegy külvárosává akarta fejleszteni. Ezért is támogatta annak idején minden erejével a helyiérdekű vasút kiépítését.[forrás?]
Németh István a Balaton partján lévő telken építtette azt a villát 1901-ben, amely később Villa Galéria néven vált ismertté (Fonyód, Fürdő u. 3.). Az építészeti tervet a marcali Sztelek-Csomós család készítette. A tervhez képest a kivitelezett épület kevésbé díszes, veranda nélküli lett.[forrás?]
Szívbetegségben hunyt el 1911 szeptemberében.

## Emlékezete
Nem csak az utókor, de saját kora is nagy hatású polgármesternek ismerte el. Utódja, dr. Kovács-Sebestény Gyula székfoglalójában így vélekedett róla: „másfél évtizedes munkássága – a kezdetleges viszonyok közt levő városból – a mai virágzó Kaposvárt teremtette s kinek alkotó szelleme […] a város minden pontján körülvesz bennünket”.
Halála után nagyon rövid időn belül utcát neveztek el róla városában: 1911 októberében döntött úgy a képviselő-testület, hogy az addigi Meggyes utcát (egészen a Bethlen tértől a Virág utcáig) Németh István utcának nevezik el. Bár 1952 áprilisában a közterületet átnevezték Beloiannisz utcára, 1974-ben keleti fele visszakapta a Németh István nevet, igaz, már nem utca, hanem fasor utótaggal. A Németh István fasor ma is használatos elnevezés.
1939-es évszámot viselő szobrát Ispánki József készítette, és a ma Berzsenyi parknak nevezett parkban látható. Talapzatának felirata: „Kaposvár várossá fejlődését 1896–1911 megalapozó nagy polgármestere”.
Németh Istvánra emlékezve Kaposváron két emléktáblát is felavattak. Az elsőt 1973. december 22-én a mai Németh István fasorban, a másodikat 2000. április 27-én azon a Kontrássy Ferenc utcai házon, amelynek helyén régebben lakóháza állt. Igaz, ezen a táblán hibás évszám, 1912 szerepel mint polgármesterségének utolsó éve. Az 1973-as emléktáblát a 2016-os felújítás során újra cserélték. Fonyódi nyaralójának falán is tábla őrzi emlékét, amelyet 1987. június 7-én avatott fel Szigetvári György építészmérnök (Weeber Klára szobrászművész munkája).
Életművét 2012-ben Örökségünk – Somogyország Kincse díjjal ismerték el.
2016 áprilisában nagyméretű arcképe felkerült az egyik kaposvári helyi járatos buszra is, a 2017-ben indult, 171 milliárd forintos városfejlesztési program pedig a Németh István Program elnevezést kapta.

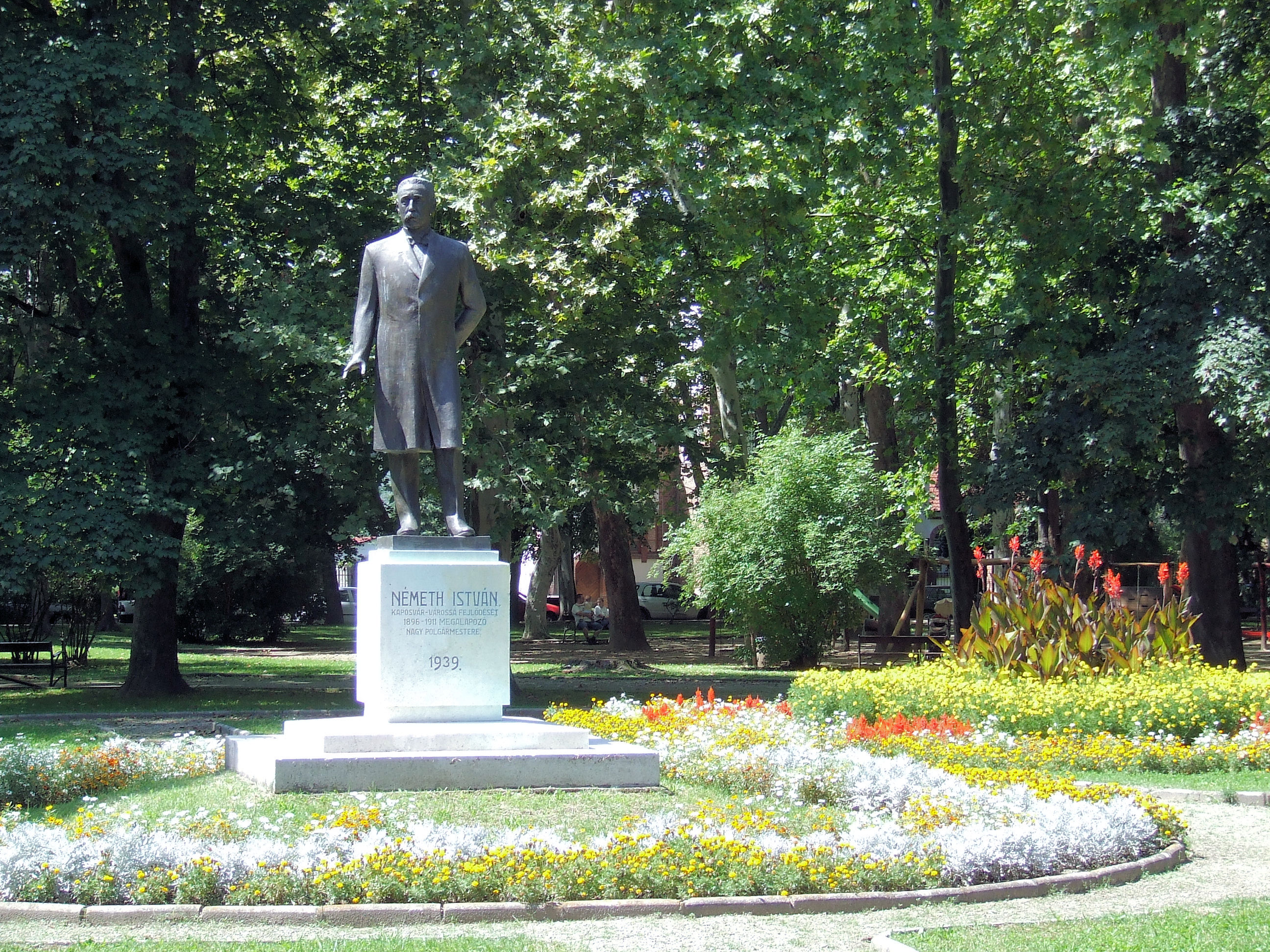
Szobra a Berzsenyi parkban
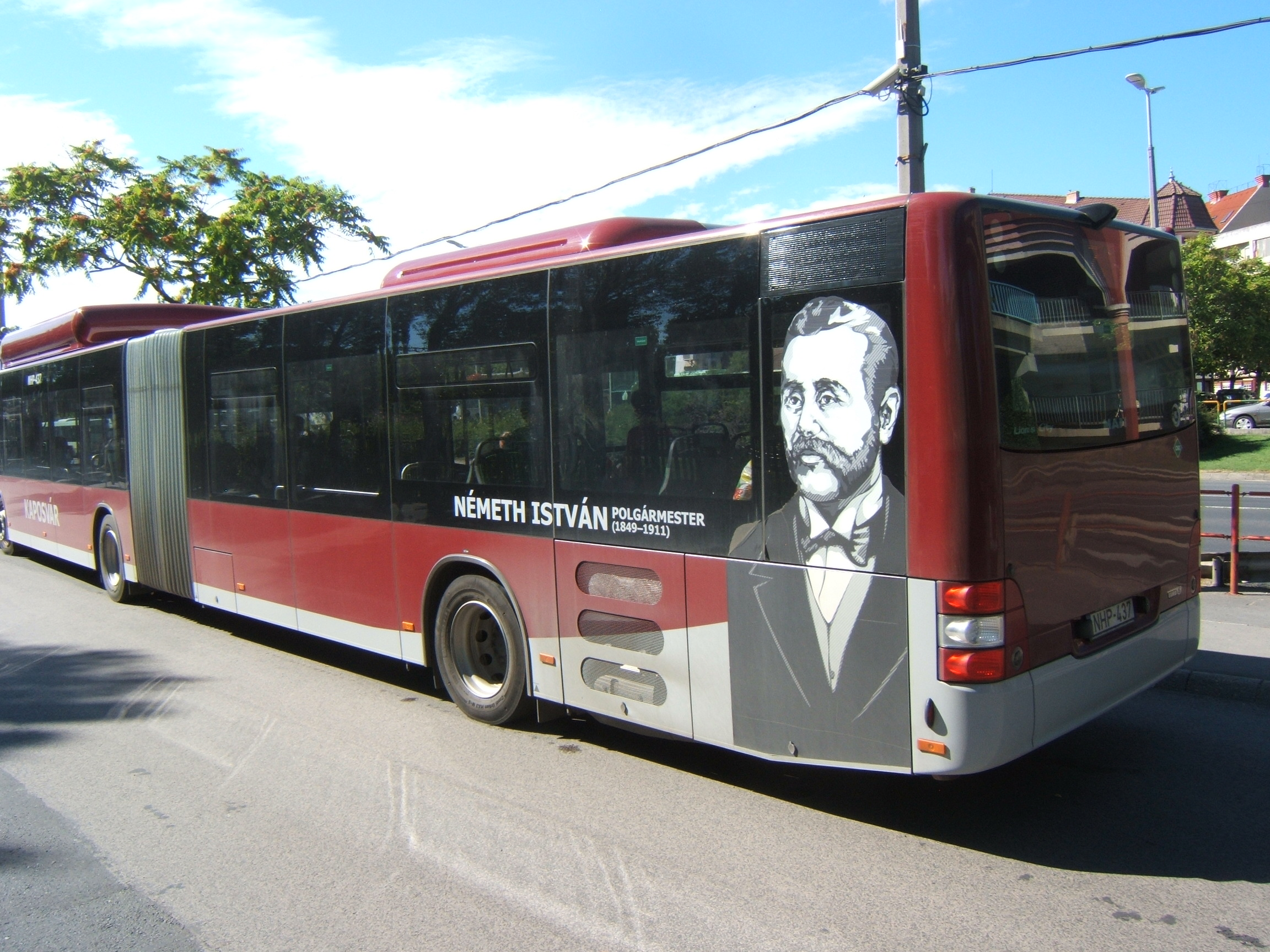
Arcképe egy kaposvári buszon
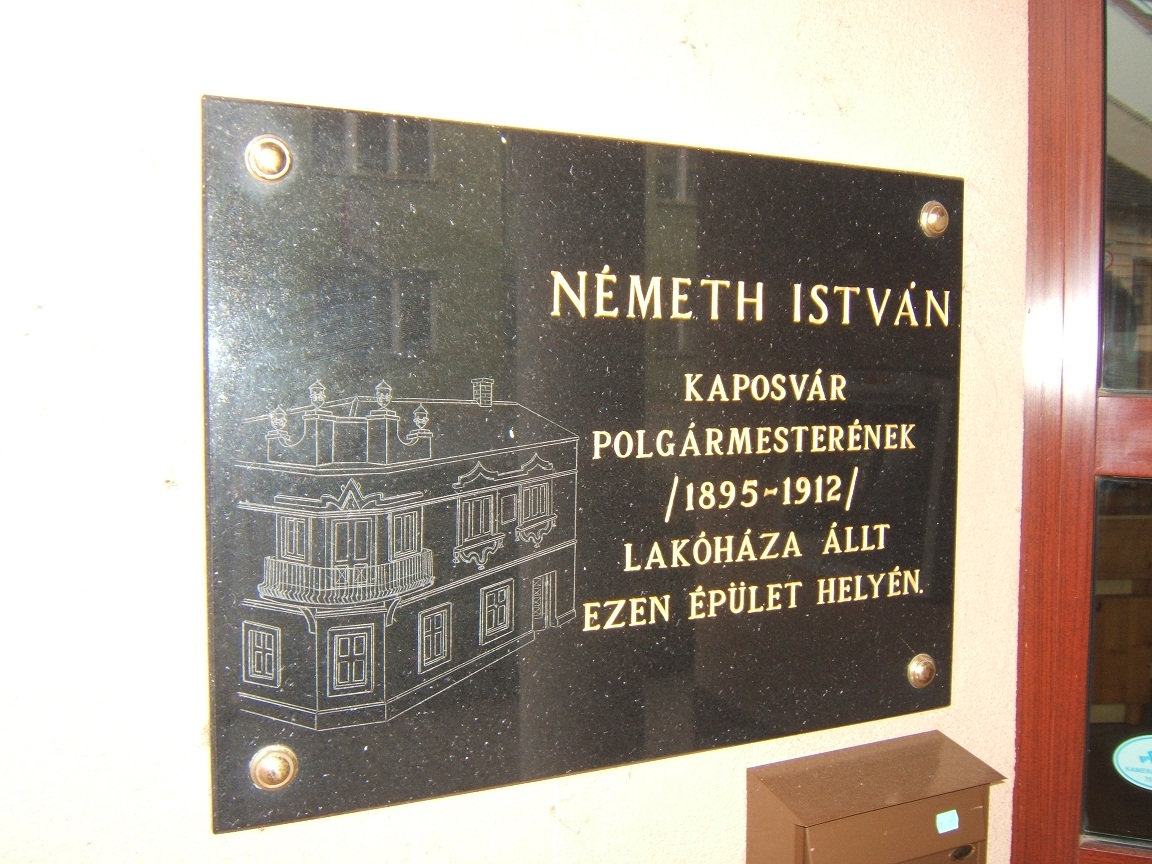
Emléktábla egykori házának helyén
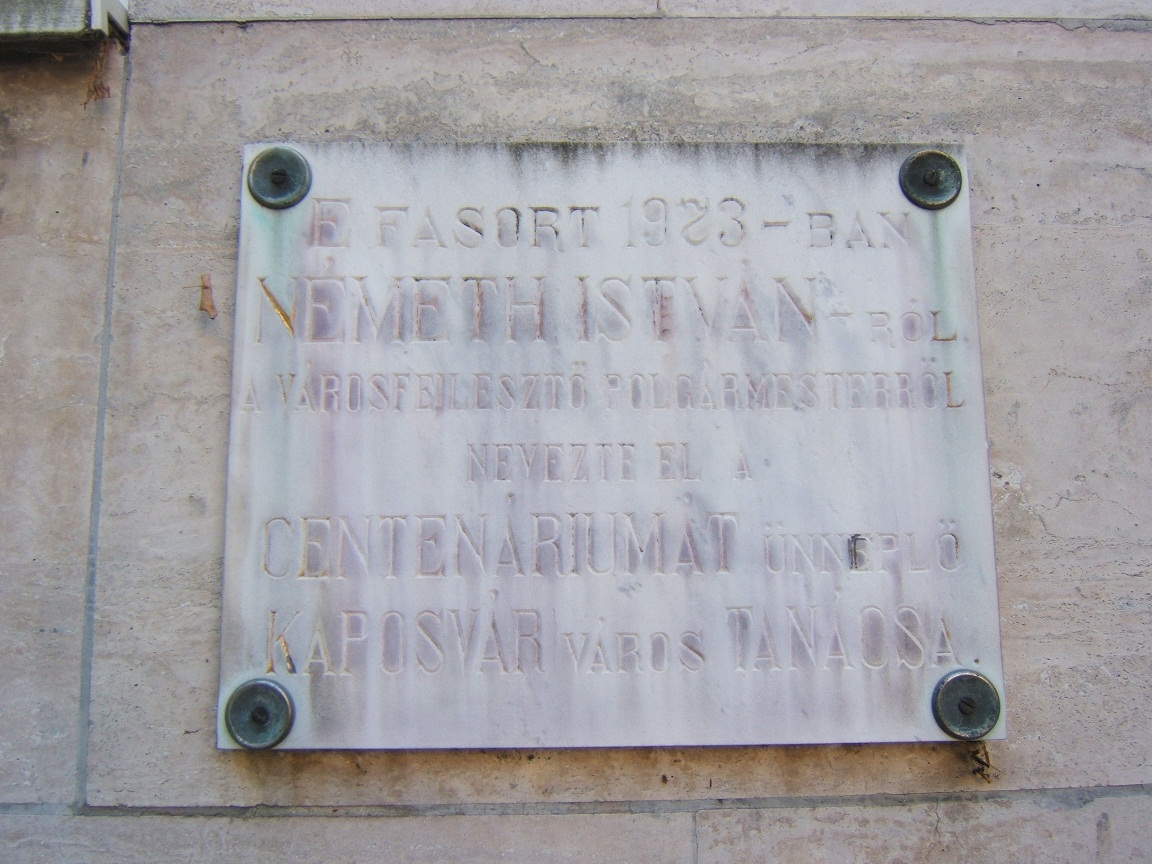
A régi emléktábla a Németh István fasorban
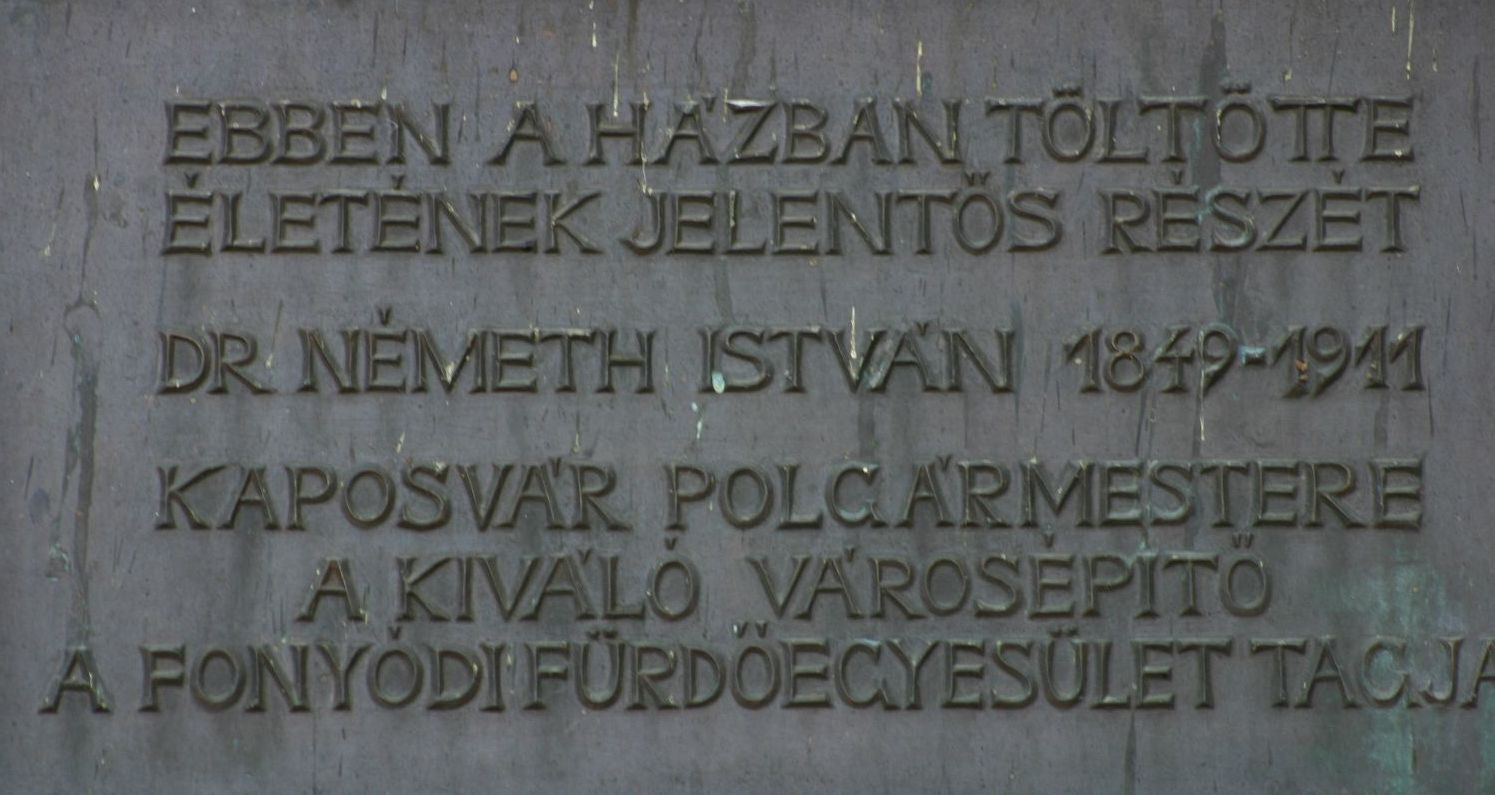
Fonyódi nyaralójának falán 1987-ben avatták fel emléktábláját